# Longling
Longling léase Long-Líng (en chino:龙陵县, pinyin:Lónglíng xiàn, lit: la colina dragón) es un condado bajo la administración directa de la ciudad-prefectura de Baoshan. Se ubica al este de la provincia de Yunnan, sur de la República Popular China. Su área es de 2884 km² y su población total para 2010 fue +200 mil habitantes.

## Administración
El condado Longling se divide en 11 pueblos que se administran en 2 poblados y 9 villas. 